# Persicaria maculosa
Persicaria maculosa là một loài thực vật có hoa trong họ Rau răm. Loài này được Gray miêu tả khoa học đầu tiên năm 1821.